# Derrick Pope
Derrick Sydney Pope, né le 28 octobre 1961 à Kansas City (États-Unis), était un joueur franco-américain de basket-ball. Il est le père de Nicholas Pope et de Bryson Pope, eux aussi basketteurs professionnels. Il mesure 1,98 m et joue au poste d'ailier fort.

## Clubs
- 1979 - 1983 :  University of Montana (NCAA)
- ???? - ???? :  Glasgow (1er division)
- ???? - 1985 :  Falkirk (1er division)
- 1985 - 1990 :  CEP Lorient (Nationale 1 B et Nationale 1 A)
- 1990 - 1991 :  ABC Nantes (Nationale 1 A)
- 1991 - 1997 :  CO Briochin (Pro B)
- 1997 - 1999 :  BCM Gravelines-Dunkerque (Pro A)
- 1999 - 2004 :  Coventry (BBL)